# Traian Ștefan Boicescu
Traian Ștefan Boicescu (n. 31 octombrie 1957, Râmnicu Vâlcea) este un artist vizual român.
Pe linie maternă, Traian Ștefan  Boicescu este descendent al unei familii de ingineri emigranți italieni (Boninsegna) provenite din Nordul Italiei. În urmă cu peste 150 de ani, străbunicul, originar din Predazzo și străbunica din Udine, au ales România ca țară de destinație și s-au stabilit definitiv.  După tată provine, din vechi familii de boieri olteni (Otetelișanu și Boicescu) cu o ascendență care merge până departe, în plină epocă post-brâncovenească, boieri ce posedau conace, podgorii renumite și moșii întinse și care au dat orașului Râmnicu Vâlcea doi prefecții, doi primari și emeriți juriști și medici.
Opera sa artistică include lucrări de tapiserie, pictură, grafică, etc. Debutează în 1989 la București, în cadrul Festivalului Artei și Creației Studențești, unde obține premiul I; participă cu regularitate atât la expoziții de artă românească organizate în țară și peste hotare, cât și la expoziții internaționale. Este prezent cu lucrări de pictură și tapiserie, în colecții de stat și particulare, din țară și străinătate.
Deține Ordinul Meritul Cultural în grad de comandor. Este și profesor la Liceul de Arte "Victor Giuleanu" din Râmnicu Vâlcea.

## Studii
- 1989 Universitatea Națională de Arte București,
- 2006 Masterat Management, Universitatea Constantin Brâncoveanu din Pitești.

## Afiliații
- Membru al Uniunii Artiștilor Plastici din România, UAP;
- Maison Culturelle Belgo-Roumaine, Bruxelles - Belgia, MCBR
- Membru VISARTA
- International Association of Art, AIAP-UNESCO
- International Society for Education Trough Art, INSEA;

## Expoziții personale (selecție)
- 1979, 1982, 1996, 2001 Galeria Artex Râmnicu Vâlcea România
- 1999-2005 Galeria M.C.B.R. Arthis, Bruxelles Belgia
- 2000 Galeria "Căminul Artei", București România
- 2000 Galeriile de arta din localitățile Neupre și Namur, Belgia
- 2001 Galeria C.C Rene Magritte, Lessines, Belgia
- 2003 Galeria Cozia, Hamme Belbia  - Galeriile de artă din localitățile Halles și Louvain-la-Neuve, Belgia
- 2004 Misiunea României de la Comunitatea Europeana, Bruxelles Belgia  2005, 2008 Centrul Cultural Schaerbeek, Bruxelles Belgia
- 2014 "Pittura e Arazzo" Galeria. Asociația Italienilor din România Ro.As.It. București
- 2018  Expoziția Retrospectivă, Desen∙Pictura∙Tapiserie, Palatul Parlamentului, Centrul Internațional de Conferințe sala “Constantin Brâncuși”, București
- 2018 Expoziția de Pictură Biblioteca Metropolitană București - Galeria Artotecii și Mediatecii

## Expoziții Naționale (selecție)
- 1989 Salonul de Licență: Muzeul Ceramicii București
- 1989-2017 Salonul Județean, Galeria Artex Râmnicu Vâlcea
- 1989 Festivalul Artei Studențești, Galeria Dalles, București - Bienala Tineretului, Galeria Dalles, București
- 1989 Quadrienala Artelor Decorative, Galeria Dalles București
- 1990 Expoziția Tineretului Teatrul Național București
- 1991 Salonul de Arta Decorativa Teatrul Național București
- 1993 Salonul Tineretului Teatrul Național,  - Salonul Național de Arta Decorativa, Muzeul Național Cotroceni  București
- 1994 Trienala de Tapiserie, Palatul Parlamentului, Sala “Constantin Brâncuși” București
- 1996 Salonul de Tapiserie, Muzeul de Artă Contemporana, Galați - Salonul Moldovei, Muzeul de Artă, Bacău
- 1997-1998 Salonul de Sud Muzeul de Artă, Râmnicu Vâlcea
- 2000 Artiști vâlceni, Palatul Parlamentul Sala “Constantin Brâncuși” București
- 2002-2008, 2012, Bienala Artelor “Ion Andreescu”, Buzău
- 2003-2015 Salonul Național de Arta Decorativa Muzeul Național Cotroceni București
- 2005 Artiștii vâlceni Muzeul de Artă, Drobeta -Turnu Severin - Filiala UAP Vâlcea la Galeria Apollo București
- 2006 Salonul Național de Arta, Palatul Parlamentului Sala Constantin Brâncuși,  2007-2008 Trienala de Arta Textila Itineranta, Teatrul Maria Filloti, Brăila - Muzeul de Artă Contemporana, Galați - Muzeul Național al Agriculturii, Slobozia - Muzeul de Artă, Craiova - Muzeul de Istorie, Râmnicu Vâlcea - Muzeul de Artă, Cluj
- 2007- 2009 Salonul de Arta Plastica și Decorativa Sala Mare a Palatului Festivalul “George Enescu”,  -  “Grup 4”, Muzeul de Istorie, Râmnicu Vâlcea - Muzeul Național al Agriculturii, Slobozia - Galeria Căminul Artei București  -  Muzeul de Artă Vizuală, Galați
- 2008 “Tapiseria”, Muzeul de Artă Vizuală, Galați -  “Grup 4”, Sediul CEC, Sibiu - Muzeul de Artă, Constanta - Festivalul de Teatru European, Teatrul Maria Filotti, Brăila - Muzeul de Artă, Cluj - Muzeul de Artă, Baia Mare - Galeria Apollo București
- 2009 Complexul Muzeal Științele Naturii, Galați - Bienala de Arta Vizuală “APALAV” Galeria Artex, Râmnicu Vâlcea - Bienala de Arta Plastica “Lascăr Vorel” Muzeul de Artă Piatra Neamț
- 2010 “Natura Statica” Galeria Artex, Râmnicu Vâlcea - ”Ipostaze Medievale”, Grand Hotel Sofianu, Râmnicu Vâlcea - “Bărbați în Artele Textile Romanești”, Muzeul de Artă Constanța - Muzeul Județean “Aurelian Sacerdoțeanu” Râmnicu Vâlcea - Galeria Orizont București - Muzeul Județean “Iulian Antonescu” Bacău - ”Saloanele Moldovei” Muzeul de Artă Contemporana, Bacău
- 2011 “Grup 4+2” Muzeul Național de Arta Moderna, Galați - Muzeul de Artă, Constanta - Muzeul Județean “Aurelian Sacerdoțeanu”, Râmnicu Vâlcea - Galeria Forma, Deva - Muzeul Județean “Iulian Antonescu” Bacău - “Bărbați în Artele Textile Romanești ”Complexului Muzeal Național Iași
- 2012 “APALAV” Bienala de Artă Vizuală, ed. a II-a Galeria UAP “Artex” Râmnicu Vâlcea - ”Texturi” Muzeul Județean “Aurelian Sacerdoțeanu”, Râmnicu Vâlcea - “Natura Statica” Galeria UAP “Artex”, Râmnicu Vâlcea - “Bărbați în Artele Textile Romanești” Galeria UAP “Ion Andreescu” Buzău - Muzeul Județean Olt, Galeria "Ion Popescu Negreni", Slatina - Muzeul Județean de Etnografie Caransebeș - “Grup 4+4” Galeria UAP “Ion Andreescu” Buzău - Muzeul Județean Olt, Galeria Artis Slatina - Muzeul Județean de Etnografie, Caransebeș - Bienala Artelor "Decorative Arts", Palatul Parlamentului, Sala “Constantin Brâncuși”  - "Artiștii vâlceni de la Cecilia Cuțescu Storck până în prezent", Muzeul de Artă, Râmnicu Vâlcea
- 2013 Târgul de Artă, Galeria Artex Râmnicu Vâlcea - “Natura Statică” Galeria “Artex” Râmnicu Vâlcea - "Culoare și Formă pentru Eternitate" ed. I-a, Muzeul ASTRA Sibiu - “Salonul de Arte Textile”, Galeria Orizont București- Expoziția de Arte Vizuale “VECINII” Filiala UAP Gorj- ICR Biblioteca Universitară „Tudor Arghezi“ Târgu Jiu - Expoziția de Artă Plastică “Columna lui Traian în Artă Contemporană” Casa Academiei Române București
- 2014 Salonul Interjudețean de Pictură "Semne de Primăvară Galeria “Artex” Râmnicu Vâlcea - Salonul Artelor Textile, Galeria “Orizont” București  - “Apalav” Bienala de Arte Vizuale ed. a III-a, Galeria UAP “Artex”, Râmnicu Vâlcea -  Artă Textila “Bărbați în Artele Textile Romanești” Muzeul de Artă, Cluj - Muzeul de Artă, Baia Mare - Muzeul Țării Crișurilor Oradea - Salonul Județean de Artă, Galeria “Artex”, Râmnicu Vâlcea - “Grup 4+4” Muzeul Județean de Istorie “Aurelian Sacerdoțeanu” Râmnicu Vâlcea - Bienala Artelor "Decorativ Art", Palatul Parlamentului, Sala “Constantin Brâncuși”  - Saloanele Astrei Ed. a II-a Muzeul Astra Sala de Expoziții Sibiu - Târgul de artă, Galeria „Artex”, Râmnicu Vâlcea
- 2015 Expoziția interjudețeană “Semne de Primăvară”, Galeria “Artex” Râmnicu Vâlcea - “Artiști vâlceni de azi și de ieri”, Muzeul de Artă, Râmnicu Vâlcea - Salonul de Plastică Mică, Galeria “Gheorghe Naum”  Muzeul de Artă Brăila - Salonul Artelor “Temeiuri” ed. a VII-a Palatul Parlamentului sala “Constantin Brâncuși”  - Salonul Județean de Artă, Galeria „Artex” Râmnicu Vâlcea - Artă contemporană „ALB-NEGRU”, Muzeul de Artă, Râmnicu Vâlcea -   "Cultura și Artă” Proetnica Festivalul Intercultural  Sighișoara - "Mozaic Plastic" Asociația Italienilor din România-Ro.As.It., Palatul Parlamentului sala "Constantin Brâncuși" București  - "Bărbați în Artă Textilă Românească" Muzeul de Artă Brașov - Târgul de artă, Galeria „Artex”, Râmnicu Vâlcea
- 2016 Expoziție interjudețeană “Semne de Primăvară, Galeria „Artex”, Râmnicu Vâlcea - Salonul Județean de Artă Galeria “Artex”, UAP Râmnicu Vâlcea - Tabăra Interetnică de Artă Contemporană, Galeria Inter-Art  Aiud - Bienala de Arte Decorative "Conexiuni" Palatul Parlamentului Sala "Constantin Brâncuși" București  – Târgul de artă, Galeria „Artex”, Râmnicu Vâlcea
- 2017 Expoziția de arte vizuale  "Imaginile Diversității" Muzeul Național Cotroceni, Memorialul Revoluției Timișoara  -  Expoziția interjudețeană “Semne de primăvara”, Galeria de Artă “Artex”, Râmnicu Vâlcea - “Portretul în Artă Contemporană” Galeria „Artex” Râmnicu Vâlcea – Salonul Național de Plastica Mica, Galeria UAP Brăila - Salonul Județean de Artă Galeria “Artex”, UAP Râmnicu Vâlcea - “Simpozionul Național de Pictură Brezoi”, Muzeul de Arta Râmnicu Vâlcea - Expoziția de arte vizuale  “Artiști Vâlceni” Galeria de Artă UAP, Alba Iulia
- 2018   Expoziția “Grup 4+3” Galeria “Artis” Slatina -  Salonul Județean de Artă, Galeria Artex, Râmnicu Vâlcea -  Expoziția de Artă Contemporană, Tabăra Interetnică ed. a II-a Aiud Galeria “Inter-Art” Aiud, Muzeul de Artă Tulcea -  Simpozionul de Creație Brezoi, Galeriile Pasaj Cozia 1&2 Râmnicu Vâlcea - “Grup 4+3” Expoziție de Arte Plastice și Decorative Muzeul de Istorie, Râmnicu Vâlcea  – Expoziția “Dincolo de Forma”, Galeria de Artă Reperaj, Cetatea Oradea- Expoziția “Identități Multiculturale” Muzeul Național al Unirii Alba Iulia – Expoziția “Imaginile Diversității” Muzeul Național Cotroceni București
- 2019 Expoziția de Artă Plastică și Decorativă "Grup 4+3" , Muzeul Istoriei, Culturii și Spiritualității Creștine de la Dunărea de Jos, Galați - Salonul Județean de Artă Galeria UAP “Artex”, Rm. Vâlcea - Expoziția de Artă Plastică și Decorativă "Grup 4+3", Muzeul de Artă Constanța - Expoziția  “Dincolo de Formă”  Galeria de Artă Reperaj, Cetatea Oradea - Expoziția “Semne Identitare” Galerie Artex, Rm. Vâlcea - Bienala de Arte Decorative “Pigmento” ediția a IV-a, Centrul Cultural Palatele Brâncovenești, București
- 2020 Expoziția Forma, Culoare Semnificație” Galerie Artex, Rm. Valcea - Expoziția “Dialog” Expoziție Arta Plastica Online Facebook, UAP Vâlcea  UAP Vâlcea - Expozițiea de artă contemporană,  „Solidaritate pentru comunitate”, Inter-Art Aiud, album Online, web Issuu - Expoziția de artă plastică „Dialog”, Muzeul de Artă Rm. Vâlcea - “Salonul Județean de Artă", Galeria “Artex” Filiala UAP Vâlcea - Expoziție de artă plastică "Texturi", Galeria Cozia Pasaj 1, Filiala UAP Valcea - SNAC Salonul Național de Artă Contemporană, Galeriile Combinatului Fondului Plastic București - Expoziția “FormArt” Galeria „Reperaj”, Cetatea Oradea
- 2021 Expoziția “Albastru Dominant” Galerie Artex, Rm. Vâlcea – Expoziția ’’Desen’’ Galeria Cozia Pasaj 1, Filiala UAP Vâlcea – Expoziție Online, Tabăra Interetnică de Artă Contemporană Inter-Art Aiud – “Salonul Județean de Artă", Galeria “Artex” Filiala UAP Vâlcea
- 2022 Expoziția „Desen” Galeriile Pasaj 1și 2, Filiala UAP Vâlcea
- 2023 Expoziția Interetnică  „Arta Care  Unește” Muzeul Național al Unirii Alba Iulia
- 2023 Expoziția Tabăra Interetnică de Artă Contemporana Ed. A III-a Aiud
- 2024 Expoziția Interetnică de Artă Contemporană „Imaginea Diversității” Galeria „Sander” Sighișoara
- 2025 Diversități Culturale Expo Inter-Art Aiud

## Expoziții Internaționale (selecție)
- 1989 “Mail Art Exhibition”, Monferrato Italia
- 1989-1998 Expozițiile de Miniatura, Galeria Del Bello, Toronto Canada
- 1994 Galeria Arcades, Antibes Franța
- 1994-1996 Galeria L'Europe de Beaux Arts, Antibes Franța
- 1995-1997 Galeria Du Port, Marseille Franța
- 1996 Salonul Moldovei, Muzeul de Artă, Chișinau Moldova
- 1996 2-eme Salon des Rubans Blues, Ordinul Național de Merit, Secția Hauts-de-Seine Medoun, Paris
- 1996, 1997 Salonul de Artă Spațiala Espace Vision Sofitel, Muzeul Colecțiilor București
- 1997, 2000, 2003, 2006 Trienala Internaționala de Artă Textila, Teatrul Național, Galeria Apollo București
- 2000 Centrul Expozițional, Shanghai China
- 2001 Galeria De Zeyp Bruxelles Belgia
- 2001 Internet Gallery, easteuroart.com
- 2004 Expoziția: “Artiști Români” la Parlamentul Europei Bruxelles Belgia
- 2005 Artiștii vâlceni Muzeul de Artă, Kromeriz-Cehia2005 MINI-ART, IAA/AIAP to UNESCO, Berlin Germania
- 2006-2007 I.C.R., Madrid Spania; Galeria Municipala Ciudad Real, La Mancha Spania
- 2010 ”Saloanele Moldovei” Centrul Expozițional ”Constantin Brâncuși” Chișinau Moldova
- 2012 "West Meets East", Proiect Internațional "A Cultural Book Exchange" ed. a VII-a,  Muzeul de Artă Constanța
- 2012 Bienala Internaționala de Pictură, Grafică, Sculptură “Metting Point” ed. III, Muzeul de Artă Arad România
- 2013 Salonul Internațional de Artă Decorativa, ed. a XIII-a, Muzeul Național de Artă al Moldovei, Chișinău, Muzeul Arheologic Sozopol, Bulgaria
- 2013 Expoziție de Artă Plastică a UAP- Filiala Vâlcea, Casa de Cultură Belgo-Română, Galeria “Arthis” Bruxelles Belgia
- 2014 Bienala Internațională “Ion Andreescu”, ed. a IX-a, Galeria de Artă “Ion Andreescu” Buzău România
- 2014 Expoziția Internaționala de Artă “Underground” Salina Ocnele Mari, Vâlcea
- 2015 Salonul Internațional de Artă Decorativă”, ed. a XIV-a Muzeul Național de Artă al Moldovei Chișinău Moldova
- 2016 Bienala Internațională de Arte Plastice ed. a X-a "Ion Andreescu" Galeria "Ion  Andreescu"  Buzău România
- 2017 Expoziția itinerantă Tabăra Interetnică de Artă Contemporană, "Colours of Diversity" Galeria de Arta, Palatul Națiunilor, Geneva Elveția
- 2018 Expoziția de Artă Contemporană, Tabăra Interetnică “Imaginile Diversității” Parlamentul European-Bruxelles
- 2018 “West Meets East”, Proiect Internațional "A Cultural Book Exchange" ed. a IX-a, Piața Spania Gallery, București
- 2018 Bienala Internațională “Ion Andreescu”, ed. a XI-a, Galeria de Artă “Ion Andreescu” Buzău, România
- 2019 Expoziția „The Multicultural Identity” Sediul central al ONU New York
- 2020 Expoziție de artă online intercontinentală ONU „NAȚIUNI UNITE - Simbol al vieții, libertății și fericirii” eveniment dedicat celei de-a 75-a aniversări a Națiunile Unite
- 2020 Bienala Internațională “Ion Andreescu”, ed. a XII-a, Galeria de Artă “Ion Andreescu” Buzău, România
- 2023 Expoziția de Artă Contemporană Românească “Diversități Culturale” Los Angeles Unied States, Organizatori: Fundația Inter-Art Aiud, Secretariatul General al Guvernului.
- 2024 Expoziția Internațională,Ed. XXX Mail-Art „Speranță”, Galeriile „Inter-Art” Aiud
- 2024 Expoziția Internațională, Ed. X Mail-Art „Apollo”, Muzeul Național Al Unirii Alba Iulia
- 2025 Expoziție Itinerantă  "Diversități Culturale" Galeriile „Inter-Art” Aiud

## Premii
- 1989 Premiul I la Festivalul Artei și Creației Studențești-București;
- 2000, 2002, 2007 Premiul de Excelență Fundația Culturală Vâlcea1;
- 2004 Ordinul Național : Meritul Cultural în grad de Comandor;
- 2005 Internațional Peace Prize, awarded by The United Cultural Convention of USA
- 2006 Premiul tapiserie haute-lisse al UAP România, la Trienala de Artă Textilă ediția a V-a București;